# Романовская, Мария Михайловна
Мария Михайловна Романовская (укр. Марі́я Миха́йлівна Романі́вська ; 28 июля 1901, с. Ерки, Миргородский уезд, Полтавская губерния — 21 сентября 1983, Харьков, Украинская ССР) — украинская советская писательница, поэтесса , сценаристка, сказочница, музыкальный критик. Член Союза писателей Украинской ССР (1934).

## Биография
Родилась в семье учительницы и священника. В 1918 году окончила женскую гимназию. Работала учительницей музыкальной грамоты, музыкальным руководителем при агитбригаде красноармейского полка, в редакции газеты «Вести», где под псевдонимом «Капричио» («Капричіо») писала статьи о музыке, рецензии на концерты и кинофильмы, а также стихи и рассказы.
Болела тифом, позже туберкулёзом.
Член литературной организации «Плуг». В 1921 году поступила в Харьковский музыкальный техникум. Затем училась на Харьковских высших музыкальных курсах (1922—1926).
В 1925 году по её сценарию на Одесской киностудии был снят фильм «Марийка». Сыграла в лентах: «Гамбург» (1926), «Башмачки» (1927). В 1927 г. была переведена в Киев в только что организованную организацию кинематографии до 1932 года работала в кинематографии. В 1932-м году вернулась в Харьков, работала редактором Союза кинохроники. В 1933-м году перешла на литературную работу и в 1934 году была принята в Союз писателей Украины. В 1941 году окончила Харьковский университет марксизма-ленинизма.
Во время Великой Отечественной войны была в эвакуации в Таджикистане в г. Ленинабад, где писала статьи и фельетоны в областную газету «Стахановец», готовила радиопередачи. После освобождения Харькова от немцев в 1944 году вернулась в родной город, где возглавила секцию детской литературы Харьковского отделения Союза писателей Украины.

## Творчество
Дебютировала со стихами в 1912 году.
Автор сборников сказок, рассказов и фейлетонов: «Муравьиная победа» (1929), «Весной» (1930), «Маскарад» (1941), «Болотная соловьиха» (1950); повестей «Марийка» (1930), «Высокий полет» (1950), «Красный тюльпан» (1956), «Спасательный круг» (1969); романа «Любовь и мир» (1966).
М. Романовская — одна из первых на Украине женщин, которая начала писать научную фантастику.
Последние годы своей жизни тяжело болела.

## Избранные произведения
Романы
- 1966 — Любовь и мир (Любов і мир)

Сборники
- 1941 — Маскарад
- 1958 — Взнузданные тучи (Загнуздані хмари)
- 1962 — Избранное (Вибране)
- 1969 — Спасательный круг (Рятівне коло)
- 1977 — Звезды моей юности (Зорі моєї юності)
- 1981 — Повести (Повісті)
- 1981 — Сердитая черепашка (Сердита черепашка)

Повести
- 1930 — Марийка (Марійка)
- 1936 — Взнузданные тучи (Загнуздані хмари)
- 1940 — Шахты в небе (Шахти в небі)
- Дилогия:
  - 1950 — Высокий полет (Високий літ)
  - 1956 — Красный тюльпан (Червоний тюльпан)
- 1950-е — Мальчик, который не умел смеяться (Хлопчик, що не вмів сміятися)
- 1960 — На вершинах холода (На верхів’ях холоду)
- 1968 — Добрый Юр (Добрий Юр)
- 1969 — Спасательный круг (Рятівне коло)

Рассказы
- 1929 — Интерес (Цікавість)
- 1930 — Весной (Напровесні)
- 1937 — Отец (Батько)
- 1938 — Его ошибка (Його помилка)
- 1939 — Моя вина (Моя провина)
- 1943 — Подарок Мамлакат
- 1944 — Спасательный круг (Рятівне коло)
- 1944 — Хлопоты сестры Макарочки (Клопоти сестри Макарочки)
- 1944 — У Нары Петровны (У Нари Петрівни)
- 1951 — Альбина (Альбіна)
- 1956 — Аннушка (Ганнуся)
- 1950-е — Бунт
- 1950-е — Дэзи (Дезі)
- 1950-е — Дочь вора
- 1950-е — Жёлтый цветочек (Жовта квіточка)
- 950-е — Проданный души (Продані душі)
- 1950-е — Фиалки в порту (Фіалки в порту)
- 1950-е — Мальчик из Италии (Хлопчик із Італії)
- 1950-е — Маленький негр (Негреня)

Сказки
- 1929 — Муравьиная победа (Мурашина перемога)
- 1944 — Катеринка-строитель (Катруся-будівниця)
- 1957 — Волшебный галстук (Чарівний галстук)
- 1950-е — Блюдо старой Файзи Биби (Блюдо старої Файзі Бібі)
- 1957 — Твердый характер (Твердий характер)
- 1959 — Болотная соловьиха (Болотна солов’їха)
- 1978 — Любкино путешествие (Любина мандрівка)
- 1981 — Сердитая черепашка (Сердита черепашка)
- 1981 — Сказка о Варьке-обманщице и змее-волшебнице (Казка про Варку-брехуху і змію-чарівницю)
- 1981 — Розовый дворец (Рожевий палац)

Пьесы
- 1941 — Насморк лейтенанта Швайнера (Нежить лейтенанта Швайнера)
- 194.. — Мухамед Ибрагимов (Мухамед Ібрагімов)
- 1941 — Ивась-подлиза, или Жулькин хвост (Івась-підлиза, або Жульчин хвіст)

Очерки
- 1946 — Ветер (Вітер)